# دركلاهو (غافروبارمون)
درکلاهو (بالفارسية: درکلاهو) هي قرية تقع في إيران في قسم غافروبارمون الريفي. يقدر عدد سكانها بـ 138 نسمة بحسب إحصاء 2016.